# Bertil Ågren
Bertil Johannes Ågren, född 25 mars 1930 i Skellefteå, död 22 april 1995 i Nordingrå, Kramfors kommun, Ångermanland, var en svensk folkskollärare, tecknare och målare. 
Han var son till vaktmästaren Nils Artur Ågren och sömmerskan Signe Maria Nordmark och från 1956 gift med talpedagogen Mary-Ann Öberg. Efter avlagd folkskollärarexamen 1953 i Umeå arbetade han en period som lärare innan han övergick till att bli konstnär. Redan under seminarieåren bedrev han självstudier inom konsten tillsammans med Albert Johansson och företog ett flertal studieresor till Frankrike, Spanien och Danmark. Tillsammans med Sture Meijer ställde han ut i Skellefteå 1950 och tillsammans med Hans Östman i Hudiksvall 1967. Han medverkade i Sörmlandssalongerna och Liljevalchs Stockholmssalonger ett flertal gånger och i samlingsutställningar arrangerade av lokala konstföreningar. Bland hans offentliga arbeten märks en väggmålning på Degerfors sockens skogsvårdsgård Degerön i Västerbottens län. Hans konst bestod till en början av stilleben, landskap och rörelsestudier av barn för att senare övergå till nonfigurativa kompositioner. Som illustratör illustrerade han Karl Fahlgrens Skellefteå sockens historia I–II som utgavs 1953 samt som tidningsillustratör i Södermanlands Nyheter. Ågren är representerad vid Hälsinglands museum, Umeå seminarium, Hudiksvall kommun, Umeå kommun, Nyköpings kommun och Oxelösunds kommun. Han är begravd på Arnäs kyrkogård.